# Procalosoma giardi
Procalosoma giardi is een keversoort uit de familie Trachypachidae. De wetenschappelijke naam van de soort is voor het eerst geldig gepubliceerd in 1895 door Meunier.